# Алтан-хан
Алтан-хан (монг., буквально — «золотой хан») — в XVI—XVII веках титул правителей хотогойтов из младшей ветви Дзасагту-ханов в Северо-Западной Монголии. Также титул хана тумэтов Амды (Южная Монголия, XVI век).

## Хотогойтское ханство
Основателем государства хотогойтов и первым Алтан-ханом был Шолой Убаши-хунтайджи (1567—1627). Его владения располагались в северо-западной части Халхи, между озёрами Хубсугул и Убсу-Нур. На рубеже XVI—XVII веков Шолой Убаши присоединил к своим владениям территорию Урянхая и обложил данью население Хонгорай. Преемник Шолоя Убаши — Омбо-Эрдени (1627—1657) для усиления своих позиций в Южной Сибири в 1652 году совершил опустошительный набег в Хонгорай.
Третий Алтан-хан Ловсан (Ловсан-тайджи) (1657—1686) вторгался в Хонгорай в 1657 и 1663 годах. В 1667 году он потерпел там поражение от джунгарского правителя Сенге-тайджи, попал в плен, освободился и окончил свои дни в свите цинского императора. После поражения 1667 года государство Алтан-ханов фактически перестало существовать,. 
В 1688 году на Хурин-Бальчжирском съезде халха-монгольских князей Алтан-ханом вместо Ловсана был избран его брат Гендун-Дайчин. После присоединения Халха-Монголии к Империи Цин (1691) титул Алтан-ханов был отменён.

## Алтан-ханы хотогойтов
- Шолой Убаши, сын Тумэндары, сына Ашихая, Дархан-хунтайджи Халхасского, Убаши-хунтайджи хотогойтов (?—1627).
- Омбо Эрдэни, сын Шолоя Убаши, Бадма Эрдэни-хунтайджи хотогойтов (1627—1657).
- Ловсан, сын Омбо Эрдэни, Сайн Эринчин-хунтайджи хотогойтов (1657—1686).
- Гэндун, сын Омбо-Эрдэни, Эрдэни Дайчин-хунтайджи хотогойтов (1686—1697).
- Сэнжав, сын Гэндуна, хунтайджи хотогойтов (1697—1703).

## Дипломатические отношения с Русским государством
Алтан-ханы хотогойтские первыми в Халхе вступили в посольские отношения с Русским государством, и основатель хотогойтской династии Шолой Убаши-хунтайджи принимал в 1616 году первого русского посла Василия Тюменца, который оставил подробное описание его владений.
Алтан-хан Ловсан, или Лубсан-тайджи, отправлял в Москву свои послания в 1661 и 1662 годах. Происходил обмен подарками, монголы дарили ценные меха, а русский царь дарил сукно, чаще на значительную сумму. Русское правительство было заинтересовано в поддержании добрососедских отношений с дружественными ханами, но не решалось вмешиваться в их внутренние конфликты. В 1679 году в Посольский приказ был переведён Павел Иванович Кульвинский — штатный переводчик, знавший не только монгольский и калмыцкий языки, но и тибетский язык. Примечательно, что уже в XVII веке Алтан-ханы видели в России союзника в противостоянии с империей Цин.
В письме 1661 года Ловсан предлагает возобновить дипломатические отношения с царём. Также Алтын-хан призывает провести расследование по факту об угрозах задержания в Тобольских острогах ханских послов. Ловсан упомянул и то, что томский воевода говорил о том, что монголы посылают царю мало подарков. Ловсан счёл такое поведение воеводы непочтительным и призывал царя расследовать это дело, и прислал подарки: шкуры тигра, барса, рыси, шесть соболей.
В письме 1662 года Ловсан сообщает о том, что русское посольство было разграблено враждебными хотогойтам монгольскими ханами. Алтан-хан предлагает царю прислать 10 туменов конных ратников (циригов), тогда Ловсан сможет объединить монголов и напасть на маньчжуров. Также хан призывал построить крепость на реке Кем. Ловсан посылает подарки: шёлк и десять соболей.
Царь Алексей Михайлович решил не вмешиваться в усобицы монгольских князей, вопрос о гибели посольства был закрыт. Относительно постройки крепости было принято решение сначала разведать местность, для чего была послана экспедиция во главе с Романом Старковым, который составил чертёж местности, где предполагалось возвести крепость.